# Eines per a la creació de continguts audiovisuals
Les eines per a la creació de continguts audiovisuals són les eines utilitzades per a l'elaboració de contingut format per una successió d'imatges i/o àudio susceptible de ser emès i transmès.

## Introducció
El material audiovisual és un recurs que va cobrant cada vegada més força en el nostre dia a dia: al treball, estudis, vida personal, etc., ja que estem envoltats de creacions audiovisuals (publicitat, pel·lícules, programes televisius, vídeo-tutorials...). Per tant, era d'esperar que formaren part també d'aquests tres àmbits de la vida quotidiana. És per això un recurs amb un fort potencial el qual crea un món ple de possibilitats, ja que resulta més atractiu i motivador. L'alfabetització audiovisual inclou el domini les formes prèvies d'alfabetització (lectura i escriptura) i les noves habilitats pròpies de la convergència mediàtica.
En ensenyament, les competències bàsiques a les competències comunicatives ja inclouen la comunicació audiovisual. I és que amb l'alfabetització audiovisual (media literacy en anglès) s'aspira a què els estudiants desenvolupen les habilitats necessàries per accedir, analitzar, avaluar i produir comunicació en una varietat de formes mediàtiques.

## Tipus
Classifiquem les eines per a la creació de continguts audiovisuals segons el producte elaborat: àudio, vídeo, presentacions audiovisuals, infografies i imatge fixa.

### Eines per a l'edició d'àudio
Les eines d'edició d'àudio són un software per a la gravació, edició, processament i barreja de so. Moltes d'aquestes eines són utilitzades en les estacions de treball d'audio digital (EAD) o Digital Audio Workstation (DAW), per a la gravació i edició digital d'àudio, tant professional com amateur. Algunes de les més populars són:

#### Audacity
Audacity és una ferramenta de fàcil ús, multi editor d'àudio i gravador per a Windows, Mac OS X, GNU/Linux i altres sistemes operatius.

#### Ardour
Ardour és un programa de gravació multipista per a GNU/Linux, OS X, FreeBSD i Windows. Aquest programa no importa arxius en format MP3, ja que és un format de comprensió patentat.

#### Adobe Audition CC
Adobe Audition és el programa d'edició d'àudio digital de l'empresa de software Adobe Systems Incorporated. És suportada pels sistemes operatius Microsoft Windows i macOS.

#### Cubase
Cubase són un conjunt d'aplicacions informàtiques per a la gravació i edició d'àudio digital de la companyia alemana Steinberg. És suportada pels sistemes operatius Microsoft Windows i macOS.

### Eines per a l'edició de video no lineal
Són el software que ens permet la creació, edició i muntatge de vídeo. En l'edició de vídeo, l'editor col·loca fragments de vídeos, fotografies, gràfics, àudios, efectes digitals i qualsevol altre material autodivisual en un arxiu informàtic.
Les eines per a l'edició de vídeo les dividim en dos tipus: eines d'edició no lineal i eines de captura de pantalla o screencast.
Algunes de les més populars són les següents:

#### Windows Movie Maker
Windows Movie Maker és el programa d'edició de vídeo no lineal de Microsoft per a sistemes operatius Windows. Permet editar vídeos d'una manera senzilla personalitzant-los amb imatges, música, text, crèdits...
Windows Movie Maker forma part del paquet Windows Essentials. Des del 10 de gener de 2017, Windows n'ha deixat de donar suport.

#### Vegas Pro
Vegas Pro és el software d'edició de video no lineal de l'empresa MAGIX. Anteriorment era conegut com a Sony Vegas, ja que era propietat de Sony Corporation. Existeix una versió destinada als consumidors anomenada Vegas Movie Studio que no inclou algunes de les funcionalitats destinades a l'ús professional. És suportat en sistema operatiu Windows.

#### Adobe Premiere Pro
Adobe Premiere Pro és el software d'edició de vídeo no lineal d'Adobe. Destaca l'ús professional que se'n fa d'aquest producte. Està suportat per sistemes operatius Windows i macOS.

#### Final Cut Pro X
Final Cut Pro X és l'aplicació d'edició de vídeo no lineal d'Apple. Suportada només per sistemes operatius macOS, d'aquest programa se'n fa un ús tant professional a causa de les prestacions, com amateur a conseqüència de la senzillesa d'ús.

#### Pinnacle Studio
Pinnacle Studio és un software d'edició de vídeo no lineal desenvolupat per Pinnacle Systems. actualment és propietat de Corel Corporation. És suportat per sistemes operatius Windows.

### Screencast o eines per a la gravació de la pantalla
Screencast és la gravació digital de la sortida per pantalla de la computadora. Sovint aquesta gravació inclou també àudio. En origen, l'ús més estés era la demostració de les característiques del software. No obstant, el desenvolupament de múltiples aplicacions gratuïtes ha difós el seu ús a l'àmbit educatiu. Algunes de les més populars són:

#### Screencast-o-Matic
Screencast-O-Matic és un software de captura de pantalla que pot ser utilitzada directament des del navegador. Amb aquest programa es pot gravar simultàniament la pantalla, imatge a partir de la webcam i àudio a partir del micròfon. La versió d'escriptori és suportada pels sistemes operatius Windows, MacOS i Google Chrome OS. Es distribueix sota llicència Freemium o SaaS. La versió gratuïta té algunes limitacions com la durada màxima de la gravació (15 minuts) i el producte apareix amb marca d'aigua.

#### ActivePresenter
ActivePresenter és un software d'screencasting desenvolupat per Atomi Systems suportat per Microsoft Windows. Es distribueix en tres tipus de llicències: edició gratuïta, estàndard o professional.

#### Capture Fox
Capture Fox és un addon de Mozilla Firefox que permet capturar la pantalla i la veu. Capture Fox només és compatible amb Microsoft Windows.

#### Screencastify
Screencastify és l'extensió de Google Chrome permet gravar el teu escriptori, àudio i el contingut de la teva webcam. La versió gratuïta té una limitació de durada de 10 minuts, i el producte apareix amb marca d'aigua.

#### Screencast en mòbils iOS i Android
En dispositius iOS des de l'edició iOS 11 i en dispotius Android des de la versió 4.3, està disponible la gravació de pantalla.
De tota manera, existeixen apps com DU Recorder per utilitzar en dispositius Android no la tinga instal·lada.

### Eines per a l'edició de presentacions audiovisuals
A partir del llançament al setembre de 1987 de PowerPoint 1.0 es produí un canvi substancial en les presentacions gràfiques. Els programes per a la creació i edició de presentacions audivosuals permeten integrar text, imatge, animacions, video i música. Gràcies a la seua versatilitat i facilitat d'ús s'han fet pràcticament indispensables en les exposicions orals ja siguen en l'àmbit educatiu com en l'àmbit empresarial. Algunes de les més populars són:

#### Powerpoint
Powerpoint és un programa per a realitzar presentacions a través de diapositives i que s'utilitza en diferents àmbits com l'ensenyament o el món dels negocis. És propietat de Microsoft i només és suportat pel sistema operatiu Microsoft Windows.

#### Prezi
Prezi és una eina per fer presentacions que utilitza moviment, zoom i relacions espacials per plasmar les idees, sobre un document virtual basat en la informàtica en núvol. Permet que diversos ususaris treballen sincrònicament sobre la mateixa presentació. Prezi utilitza un sistema de llicència freemium: qualsevol usuari pot utilitzar-lo gratis si es registra, però existeixen funcionalitats específiques del mode de pagament.

#### Powtoon
Powtoon és una ferramenta online de creació de vídeo i presentacions amb caràcter intiuïtiu. Són tres els àmbits pels quals s'utilitza: professional, educatiu i personal.

#### Impress
Impress és un programa d'edició de presentacions de diapositives similar a Microsoft Office PowerPoint, que forma part del paquet d'Apache OpenOffice. Desenvolupada per Sun Microsystems es distribueix sota Llicència Pública General Reduïda de GNU i és suportat per múltiples sistemes operatius.

#### Keynote
Keynote és el software d'edició de presentacions audiovisuals desenvolupat per Apple Inc dins del paquet de programes ofimàtics iWork. Només és suportat pel sistema operatiu Mac OS.

### Eines per a l'edició d'infografies i diagrames de fluxe
La infografia és una representació gràfica utilitzada per explicar un concepte. En una infografia no intervenen únicament gràfics, també signes no lingüístics i lingüístics (pictogrames, ideogrames i logogrames). La intenció principal és didàctica. Ens ajuda a transmetre conceptes de forma més dinàmica. Als documents elaborats amb aquesta tècnica se'ls anomena infogrames. Algunes de les eines més populars per a crear-les són:

#### easel.ly
easel.ly permet la creació d'infografies. Es pot baixar en format PDF o imatge, o bé compartir l'enllaç per correu o xarxes socials. Per tant, podem exportar la feina feta mitjançant enllaços o baixar-la en format imatge. Permet el treball col·laboratiu sincrònic i asincrònic. Presenta dificultat amb els accents oberts en català.

#### canvas
canvas permet crear infografies en grup. També permet compartir-les. Podem exportar la feina feta mitjançant enllaços o baixar-la en format imatge. Permet el treball col·laboratiu asincrònic.

#### Piktochart
Piktochart ofereix múltiples opcions per a crear infografies. Podem exportar la feina feta mitjançant enllaços o baixar-la en format imatge.

#### cacoo
cacoo permet crear esquemes i diagrames de fluxe de forma individual o en grup. Podem exportar la feina feta mitjançant enllaços o baixar-la en format imatge. Tothom que dispose de l'enllaç pot editar si l'administrador li ha donat permís, fet que permet el treball col·laboratiu sincrònic i asincrònic.

#### infogram
Infogram a més de poder crear esquemes i diagrames, permet crear mapes per a il·lustrar determinades informacions. En la versió gratuïta els mapes es troben limitats i són molt senzills gràficament parlant.

### Eines per a l'edició d'imatge fixa
Les eines per a l'edició d'imatge fixa són bàsiques per poder dissenyar les imatges dels nostres productes audiovisuals. Són programes que també són àmpliament utilitzats per retocar fotografies.
Alguns dels més populars són: 

#### GIMP
GIMP és un programa d'edició d'imatges digitals que forma part del projecte GNU. Està disponible per molts sistemes operatius: GNU/Linux, Windows, Solaris, FreeBSD, MacOS, entre d'altres. És actualment una de les alternatives lliures a Photoshop més populars.

#### Adobe Photoshop
Adobe Photoshop és el programa d'edició d'imatges digitals desenvolupat per Adobe Systems Incorporated. És suportat en Sistemes Operatius MacOS i Windows.

## Aplicació a l'aula
Considerar el material audiovisual com un recurs d'ensenyament-aprenentatge ens porta a adquirir uns beneficis però també a assumir que podem trobar-nos amb aspectes que ens poden desviar de l'assoliment dels nostres objectius.
D'una banda, els materials audiovisuals afavoreixen l'observació de la realitat, apropant-nos a un coneixement centrat en els fets, a la vegada que també fomenten l'expressió artística de l'alumnat. Aquests materials permeten als docents donar un toc d'espectacularitat als continguts, de forma que l'alumne se senga motivat per allò que volem explicar. A més, es converteixen en un recurs d'aprenentatge tecnològic per part dels alumnes, els quals poden aprendre a utilitzar-ne, gràcies a la gratuïtat en la varietat d'eines disponibles amb diferents complexitats d'ús, per elaborar o presentar treballs de manera original desenvolupant la seua creativitat i compartir així el seu aprenentatge per poder formar un cercle d'educació enriquit.
En definitiva, parlem d'un recurs amb un gran ventall competencial, ja no tan sols digital sinó artístic, lingüístic i social. D'altra banda, la utilització i la creació de material audiovisual requereix d'uns ítems, com el nivell de coneixença del funcionament dels dispositius i dels programaris i també de disponibilitat i capacitat de creació per part de l'autor, entre d'altres, per a aprofitar totes les possibilitats que permeten les eines. Dit açò, en certa manera aquests aspectes poden arribar a ser un handicap a l'hora d'aplicar-los a l'aula si no se gestiona correctament.

### Beneficis
En línies generals, la introducció de les eines audiovisuals en l'educació suposa un canvi en la concepció metodològica per part dels docents i un avanç cap a l'adaptació de l'alumnat a la nova realitat tecnològica que vivim. Dotar de finalitat didàctica els continguts audiovisuals és rellevant per tal d'aconseguir un sistema educatiu coherent en el context que l'envolta, és a dir, actualitzat. Així, l'alfabetització audiovisual comporta una actualització de les metodologies didàtiques per tal de fer competents els nostres alumnes en les eines que la societat actual requereix.
Més concretament, s'identifiquen els següents beneficis:
- Motivació. Gràcies al seu realisme i atractivitat, l'alumnat se sent captivat per l'ús d'aquests. Aquest aspecte fa més senzilla la tasca del docent respecte a les explicacions. L'aspecte lúdic és una de les característiques identificades.[8]
- Creativitat. Són una font que permet desenvolupar la imaginació i obrir la ment a causa de la seua gran varietat de recursos disponibles en cadascuna de les aplicacions, per tal de realitzar treballs originals.
- Compartició i enriquiment. Poden resultar un mitjà per compartir aquell aprenentatge adquirit i enriquir-se del dels altres.
- Competencial. A través del seu ús es desenvolupen diverses competències, no tan sols la digital.
- Adaptació. Trobem eines des de més simples a més complexes. És per això que segons l'edat madurativa de l'alumnat es poden fer ús d'unes o d'altres. El desenvolupament de programes per a l'alfabetització audiovisual ha d'arribar a tots els nivells educatius, des d'infantil fins a l'educació permanent.[9]
- Manteniment en el temps. És un recurs que sempre està a l'abast, que evoluciona i millora i amb això ens dona més possibilitats d'ús.
- Accessibilitat. En general, la gratuïtat és un factor que les caracteritza, amb llicències d'ús tipus Freemium, en que l'usuari té accés a una sèrie de funcionalitats, encara que d'altres siguin de pagament.
- Ciutadania activa. Esdevenir productors culturals, exhibir i compartir les seves creacions, és una oportunitat per a l'enfortiment de l'autoestima i el desenvolupament d'una ciutadania activa.[10]

### Aspectes negatius
En trobem diversos a tenir en compte:
- Formació del professorat. Per a saber utilitzar aquestes eines són necessàries hores de formació i temps per aconseguir fer d'elles un ús adequat.[11]
- Recursos. La incorporació de portàtils a l'aula o de PDI (Pissarra Digital Interactiva), elements molt útils per a l'alfabetització audiovisual, suposen una gran inversió per institucions educatives i famílies.[12] De fet, el cost econòmic de manteniment de l'equipament informàtic és identificat pels estudiants com un dels aspectes negatius de l'incorporació de les TIC a l'ensenyament.[13]
- Temps. És necessari temps per a poder traure-li profit i també per poder apreciar el resultat final.
- Desconeixença. Les ferramentes i els materials audiovisuals són un factor nou que la majoria del sector docent i familiar desconeix i açò pot contribuir a crear prejudicis a l'hora de la seua utilització.
- Ús inadequat. S'ha de ser crític i conscient del material audiovisual que anem a utilitzar dins de la nostra aula procurant que presente un caràcter apte per a l'alumnat al qual anirà dirigit.

## Guardar, compartir i ordenar el nostre treball audiovisual

### Eines per a gestionar el material audiovisual
Existeixen múltiples eines per a gestionar materials audiovisuals. Algunes permeten crear-lo i compartir-lo i d´altres serveixen només per compartir-lo o per guardar-lo.
Compartir el nostre treball és una forma efectiva d'interactuar, parlar i millorar la creativitat, el que permet produir millors materials audiovisuals.

#### Compartir presentacions de diapositives
Disposem de múltiples eines que ens permeten compartir la nostra presentació de diapositives en format auto executable. Algunes de les més conegudes són
Slideshare, Myplick, Slideboom o 280slides. Totes són gratuïtes i permeten compartir arxius en diferents formats i fins a 50 o 100 MB. Es publiquen en format auto executable.

#### Padlet
Padlet és una pissarra electrònica. En ella podem afegir gairebé qualsevol tipus de document. La podem compartir amb diferents usuaris (mitjançant enllaç, codi QR, o dins d'una altra web). Aquells que tenen accés poden fer comentaris i preguntes. És útil per penjar el material d´un determinat tema, o fer un resum d'un congrés o una joranda. Existeix la versió mòbil per a gairebé tots els sistemes operatius.

#### Google Drive
Google Drive Permet fer treball col·laboratiu sincrònic i asincrònic, generant documents o presentacions. Posteriorment es poden compartir mitjançant un enllaç, també amb aquelles persones que no han participat en la seva elaboració. Podem crear i compartir documents de text, formularis, presentacions de diapositives i fulls de càlcul.

#### YouTube
Youtube és un lloc web en el qual els usuaris poden penjar i compartir vídeos. Els materials es poden compartir des del propi canal o bé compartint un enllaç.

#### Xarxes socials
A banda de la utilització purament lúdica, les xarxes socials ens permeten fer visible els materials que hem creat amb altres aplicacions, i reutilitzar materials publicats per altres persones. La utilització d´etiquetes (hashtags) ens permet localitzar el material sobre un determinat tema.

##### Twitter
Mitjançant etiquetes a les publicacions aconseguirem fer-nos visibles no només als que segueixen el nostre perfil, sinó a tots aquells que segueixen una determinada etiqueta o també conegut com a hashtag.

##### Facebook
Podem crear un grup tancat amb els integrants d'una determinada activitat docent, per a poder compartir materials que únicament podran visualitzar ells.

##### Whatsapp
Aquesta aplicació ens permet generar continguts per a l'aula i facilitar la comunicació.

## Propietat intel·lectual i material audiovisual
Actualment a Espanya, en el moment que és creat per un usuari una obra o material, adquireix automàticament el copyright o drets d'autor. Però no informa si l'autor permet fer ús de la seua obra ni les condicions. Per tant, per a utilitzar material audiovisual creat per altres es necessita un procés per demanar permís, mitjançant intermediaris legals, al creador o propietari intel·lectual. L'organització Creative Commons facilita aquest procés perquè reuneix conjunts de llicències estandarditzades de propietat intel·lectual disponibles de forma lliure.
També existeixen plataformes comunitats de creadors que posen a disposició els seus materials audiovisuals, uns de franc i d'altres per mitjà de col·laboració econòmica: 
- Pixabay. Aquesta comunitat creativa treballa amb el recolzament de Creative Commons CC0.
- Shutterstock. Posa a disposició imatges gratuïtes i amb col·laboració econòmica.
- Google Images. Google imatges compta amb una opció per cercar imatges amb distints drets d'ús.
- Videvo. Es tracta d'un banc de vídeos i àudios d'ús lliure.